# ستان أوين
ستان أوين (بالإنجليزية: Stan Owen)‏ هو لاعب دوري الرغبي بريطاني، ولد في 7 مارس 1932 في Pontypridd ‏ في المملكة المتحدة.